# Istigobius hoshinonis
Istigobius hoshinonis är en fiskart som först beskrevs av Tanaka, 1917.  Istigobius hoshinonis ingår i släktet Istigobius och familjen smörbultsfiskar. Inga underarter finns listade i Catalogue of Life.